# フォズディノーヴォ
フォズディノーヴォ(伊: Fosdinovo)は、イタリア共和国トスカーナ州マッサ＝カッラーラ県にある、人口約4,600人の基礎自治体（コムーネ）。

## 地理

### 位置・広がり

#### 隣接コムーネ
隣接するコムーネは以下の通り。括弧内のSPはラ・スペツィア県所属を示す。
- アウッラ
- カッラーラ
- カステルヌオーヴォ・マグラ (SP)
- フィヴィッツァーノ
- ルーニ (SP)
- サルザーナ (SP)

### 気候分類・地震分類
フォズディノーヴォにおけるイタリアの気候分類 (it) および度日は、zona E, 2687 GGである。
また、イタリアの地震リスク階級 (it) では、zona 2 (sismicità media) に分類される。

## 行政

### 分離集落
フォズディノーヴォには、以下の分離集落（フラツィオーネ）がある。
- Canepari, Caniparola, Caprognano, Carignano, Gignago, Giucano, Marciaso, Paghezzana, Ponzanello, Posterla, Pulica, Tendola

## 姉妹都市
- ソクシヤンジュ、フランス 2003年